# LG Hammer Park
Die Leichtathletik-Gemeinschaft (LG) Hammer Park war der Zusammenschluss der Leichtathletik-Abteilungen der Hamburger Vereine SV St. Georg und TH Eilbeck.

## Geschichte
Bekannte Sportler der LG Hammer Park waren Drei- und Weitspringer Kersten Wolters und Weitspringer Heiko Reski. 1983 gewann die männliche 4-mal-400-Meter-Jugendstaffel der LG Hammer Park die deutsche Jugendmeisterschaft. Ende 2007 wurde die LG Hammer Park aufgelöst.
Von 1982 bis 2003 richtete die LG Hammer Park im Stadion am Hammer Steindamm das Internationale Abendmeeting aus, an dem im Laufe der Jahre Leichtathletik-Größen der deutschen, teils auch der europäischen sowie der Weltspitze teilnahmen, darunter Charles Friedek, Astrid Kumbernuss, Oliver-Sven Buder, Melanie Paschke, Nils Schumann, Ingo Schultz, Kofi Amoah Prah, Susen Tiedtke, Okkert Brits, Nobuharu Asahara, Anier García und Frankie Fredericks. Bei der letzten Austragung 2003 lag der Finanzhaushalt der Veranstaltung bei rund 250 000 Euro. Unter der Leitung von Rainer Blankenfeld, der Planung und Durchführung Anfang der 1990er Jahre übernahm, entwickelte sich das Abendmeeting im Hammer Park zu einer Vorzeigeveranstaltung des Hamburger Spitzensports mit zu bis 7000 Zuschauern. 2002 diente die Veranstaltung dem Deutschen Leichtathletik-Verband als Europameisterschaft- und Europacup-Qualifikation. Die für 2004 vorgesehene Veranstaltung wurde abgesagt, da am geplanten Wettkampftag ein Länderkampf des Deutschen Leichtathletik-Verbandes in München angesetzt wurde, kein Ausweichtermin gefunden wurde und da die Stadt Hamburg nicht die notwendigen Geldmittel zur Verfügung stellte.